# Western & Southern Open 2011
Das Western & Southern Open 2011 war der Name eines Tennisturniers der WTA Tour 2011 für Damen sowie eines Tennisturniers der ATP World Tour 2011 für Herren, welche zeitgleich vom 13. bis 21. August 2011 in Mason bei Cincinnati stattfanden.

## Herren
→ Qualifikation: Western & Southern Open 2011/Herren/Qualifikation

## Damen
→ Qualifikation: Western & Southern Open 2011/Damen/Qualifikation